# Tarachidia bicolorata
Tarachidia bicolorata là một loài bướm đêm trong họ Noctuidae.